# 恆星際旅行

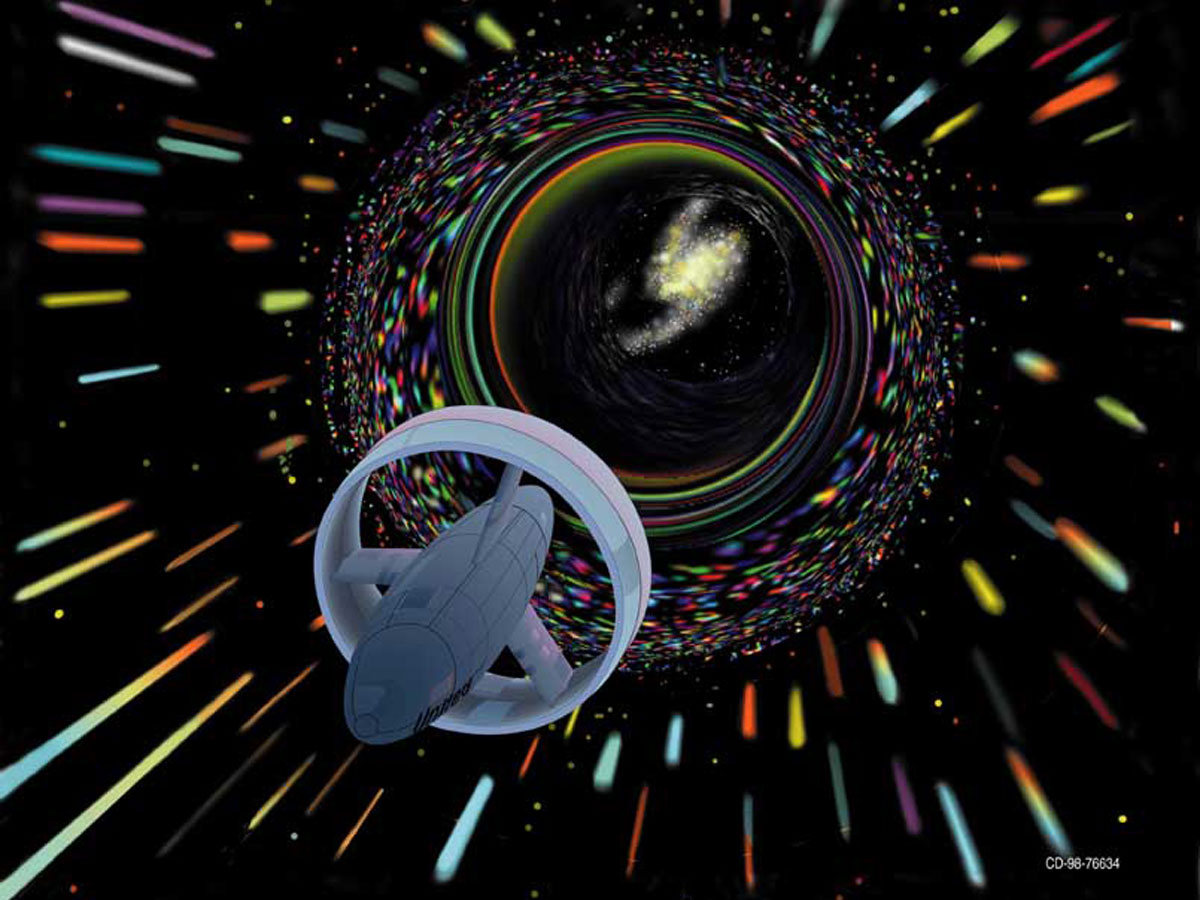
曲速引擎太空船

恒星際旅行，是一個用來指在恆星或行星系統之間進行假想性的載人或無人太空旅行的名詞。恒星際旅行的難度是遠高於行星際航行的；太陽系以內的行星間的距离是不多於三十個天文单位的，而恆星間的距离卻往往是以百上千個天文单位計，而且很多時是以光年作單位。由于恆星間相隔遼遠，恒星際旅行速度需要達到光速的一個相當高的百份比，或者需要很長的旅行時間；要用上數十年至五十年，甚至更久。
人類現時的太空船推進技术仍未能滿足恒星際旅行所需的速度。即使具备假想性的能達到完美效率的推進系統，所需的動能對於當今的能量生產標準依然是巨大的。此外，航天器與宇宙塵埃和氣體的碰撞可以對乘客和航天器本身造成危險的影響。

現時，人们已經提出了諸多策略來實現恆星際旅行，其中有攜帶整個生態系統的巨型架構，以至到微細的空间探测器等。人们又提出了許多不同的航天器推進系統，以滿足航天器所需的速度，其中包括了核动力推进，射束供能推進和其他基於推測性物理學的方法。
無論是對於載人或無人星際旅行，都需要滿足相當大的技術和經濟挑戰。即使是對於星際旅行最樂觀的看法，都認為恆星際旅行只能在幾十年後才可行；更常見的預測是一個世紀或更遠。然而，儘管有挑戰，如果星際旅行能夠實現，那麼將會帶來極大的科學收益。
大多數星際旅行的概念都建基在一個發達的太空物流系統，能夠將數百萬公噸的物體移動到建築或操作地點，並且需要上千兆的電力來滿足建築或動力需求（例如星縷計劃或光帆計劃中的星際旅行概念）。如果太空太陽能發電成為地球能源結構的重要組成部分，這樣的系統便可以自然地發展成熟。消費者對於高太瓦電力系統的需求將會催生一個恆星際旅行所需的每年數百萬公噸容量的太空物流系統。

## 恒星際旅行目標
在距離地球20光年以内有59個恒星系统，包括着81顆可見星。以下可以作爲星際旅行計劃的主要目的地：
| 恒星系统    | 藝術想像圖片 | 距離 (光年) | 注 |
| ----------- | ------------ | ----------- | --- |
| 南門二      |              | 4.3         | 最近地球的恒星系。三顆星(G2, K1, M5)。其中 G2 爲 G2 恆星；與太陽相似。2016年八月二十四日，向外宣佈了星系中一顆類地行星比邻星b的發現，它位于比邻星的适居带内。 |
| 巴纳德星    |              | 6           | 小型，低光度 M5 红矮星。距离地球第二近的恒星系。 |
| 天狼星      |              | 8.7         | 大型, 高光度 A1V 主序星與另一顆 DA2 白矮星組成的联星系统。 |
| 天苑四      |              | 10.8        | 單個 K2 型星，比太阳小一點和冷一點。它有二道小行星带，可能有一個巨大的和一個更小的行星， 並且可能具有類似太陽系的行星系統。                                   |
| 天倉五      |              | 11.8        | 單個G型主序星；與太陽類近。很可能有着一個類似太陽系的行星系統；現有證據顯示，系內的五顆行星之中有二顆在適居帶。                                               |
| 蛇夫座V2306 |              | ~14         | 沃夫1061c 是地球尺寸的4.3倍；它可能有着岩石地形，並且是位於可能具備液态水的適居帶之內。                                                                       |
| 格利泽581   |              | 20.3        | 多行星系統。系統內已被證實存在的行星格利泽 581 d，與另一顆未被證實的行星格利泽 581 g，是位於該星系的適居帶。                                                  |
| 格利泽667C  |              | 22          | 有至少六顆行星的恒星系。其中有破記錄的三顆行星位於該星系的適居帶，屬於超级地球；是相当可能存在着生命的。                                                      |
| 织女一      |              | 25          | 一個可能仍然在行星形成的過程中的年轻恒星系。 |
| TRAPPIST-1  |              | 39          | 新發現的恒星系，其中有七顆可能含有液態水的類地行星。這項發現是找尋宜居星體的重大突破。                                                                        |

現有的和近期的天文技術能夠在這些物體周圍找到行星系統，增加了它們的勘探潛力。

## 建議方法

### 慢速無人探測器
巨大的宇航器雖然可行但推進成本現實上是不可承受的，極微觀尺度的纳米级推进器可能可以用來建造光速太空船。美国密歇根大学的研究人员正在开发纳米粒子作为推进剂推进器，這種技术被称为“纳米粒子场提取推进器”。
理论物理学家加来道雄曾建议發射“智能尘埃”至太空，隨著纳米技术的进步可能實現。加来道雄还注意到纳米探针的将需要遭遇磁场，陨石和其他危险，所以需要發射大量纳米探针，以确保至少一个可以順利到达目的地。

### 慢速載人太空船

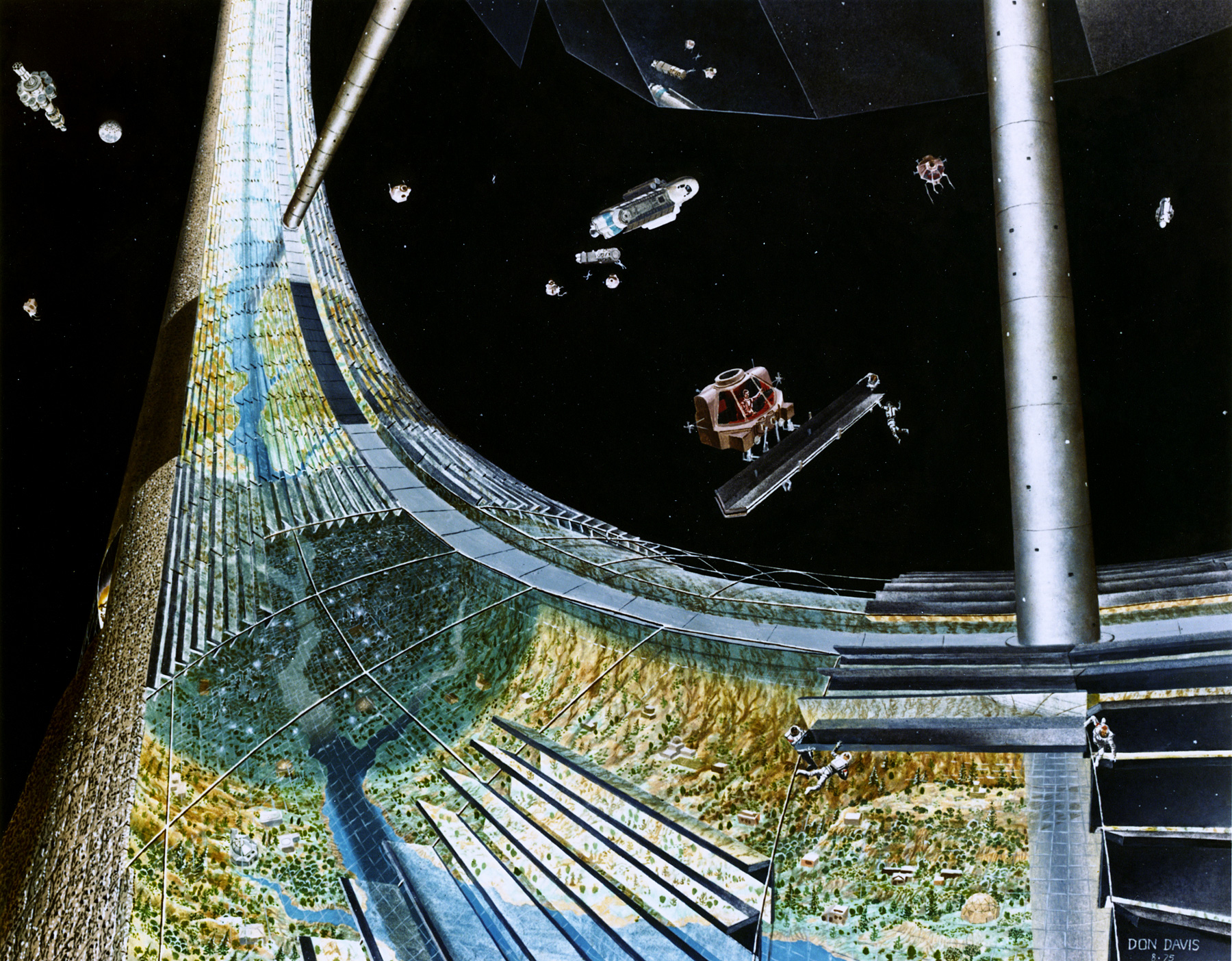
一種世代飞船的概念设计。

#### 世代飛船
世代飛船是一种星际方舟，到达目的地人類將是那些开始星際旅行的人類后裔。因为规模巨大、生物和社会学的问题，建造世代飛船目前并不可行。

#### 冬眠飛船
科学家和作家已經提出各种暫停生命技术，包括人类冬眠和人體冷凍技術。這些技術提供飛船可以持续长時間星際旅行的可能性。

#### 冷凍胚胎
机器人携带冻结早期人类胚胎是另一种可能性的星際旅行。太空殖民需要人造子宫，適合人類居住的类地行星，教育机器人将會把人类傳承下去。

## 推進系統

### 火箭概念

#### 离子推进器
离子推力器又称离子推进器、离子发动机，其原理是先将气体电离，然后用电场力将带电的离子加速后喷出，以其反作用力推动火箭。这是目前已实用化的火箭技术中，最为经济的一种，因为只要调整电场强度，就可以调整推力，由于比冲（specific impulse）远大于现有的其它推进技术，因此只需要少量的推进剂就可以达到很高的终端速度，而既然太空船本身不需要携带太多燃料，总重量大幅减少后就可以使用较小而经济的运载火箭，节省下来的燃料更是可观。
缺点是它的推力很小，目前的离子推进系统只能吹得动一张纸，无法使太空船脱离地表，而且即使在太空中也需要很长的时间进行加速。离子推力器目前只能应用于真空的环境中。在经过很长时间的持续推进后，将会获得比化学推进快很多的速度，这使得离子推力器被用在远距离的航行中。

#### 核裂變動力

##### 等离子推进器
等离子推进发动机（Plasma propulsion engine）的较狭义的定义是以推进剂（为等离子体）中的电流或电位来加速推进剂，即不单独用电场加速推进剂者。与其区别的离子推进器则是使用高压电网或电极来加速推进剂。

#### 核脈衝推進

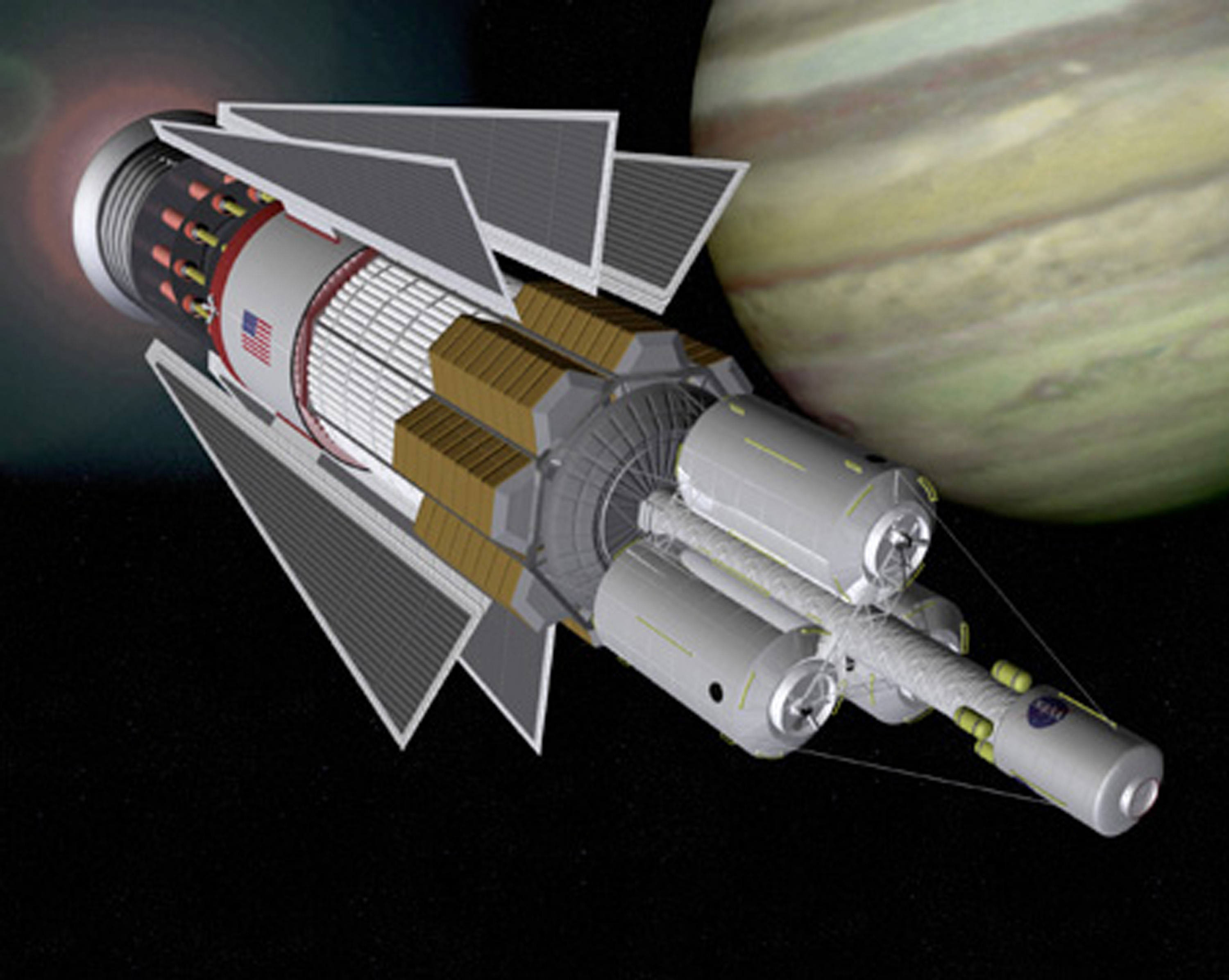
核脈衝推進太空船

核脈衝推進使用核爆做推力的技術。最早提出的計畫是DARPA的「獵戶座計劃」，1957年由斯塔尼斯拉夫·馬爾欽·烏拉姆提議。以慣性約束聚變為起點的新提議有著名代達羅斯計劃和遠射計劃（Project Longshot）。核脈衝推進器是以塑性核弹在运载器后爆炸產生极高比冲和极高推重比，此研究方向在当前没有技术瓶颈。从未测试；推力板可能因振动而破损；当前最小尺寸的核弹依然相对大；小范围使用费用昂贵；违背与核有关条约；在大气层中使用有核辐射。

#### 核聚變火箭
核融合火箭是一種以核融合能量作為推動力的火箭。它能夠提供有效率且長程的太空推進力從而減少大量的燃料攜帶量。在未來更複雜的磁性限制以及防止電漿不穩的控制方法問世後，較小的輕型核融合反應爐就有可能發明出來。慣性局限融合技術可以成為輕量化且有力的替代選擇。
對於太空航行來說，核融合推進主要的優點是它有極高的比衝量，主要的可能缺點則是反應爐龐大的質量。然而，核融合火箭會產生比核分裂火箭更少的放射線因此可以減少防護盾的需求。

#### 反物質推進

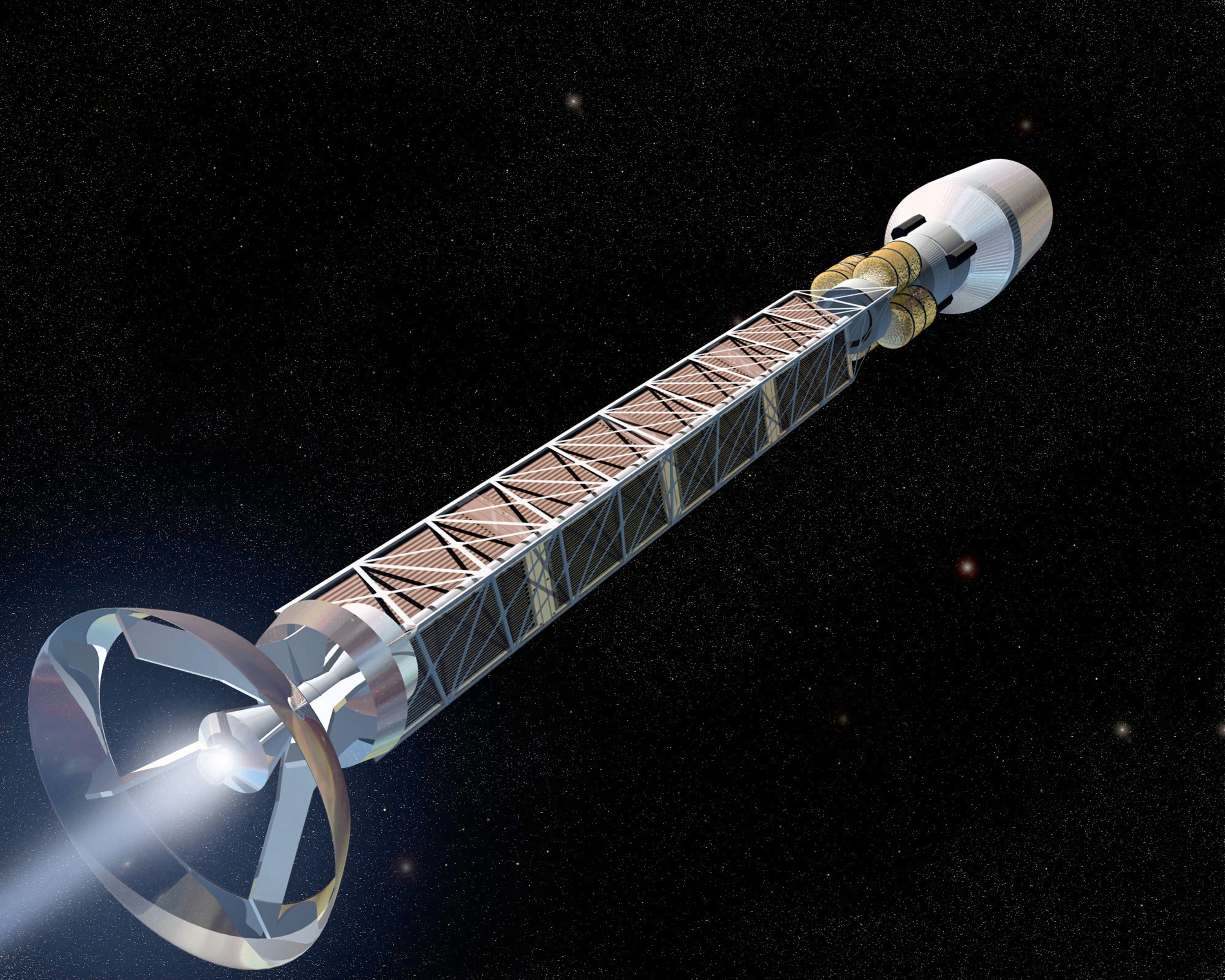
反物质火箭

反物质火箭将其他任何火箭提供更高的能量密度和比冲。如果可以發明高效的反物质生产方法，並安全存储，反物质火箭理论上可能达到光速的百分之几十。反物质推进可以讓太空船以極高速度（光速的90％）前進，如此一來相对论導致的时间扩张将变得更明显。
生产和储存反物质应该可行。但是反物质湮灭將损失大部分能量，產生高能伽玛射线，特别是中微子。

### 非火箭概念

#### 巴薩德衝壓發動機

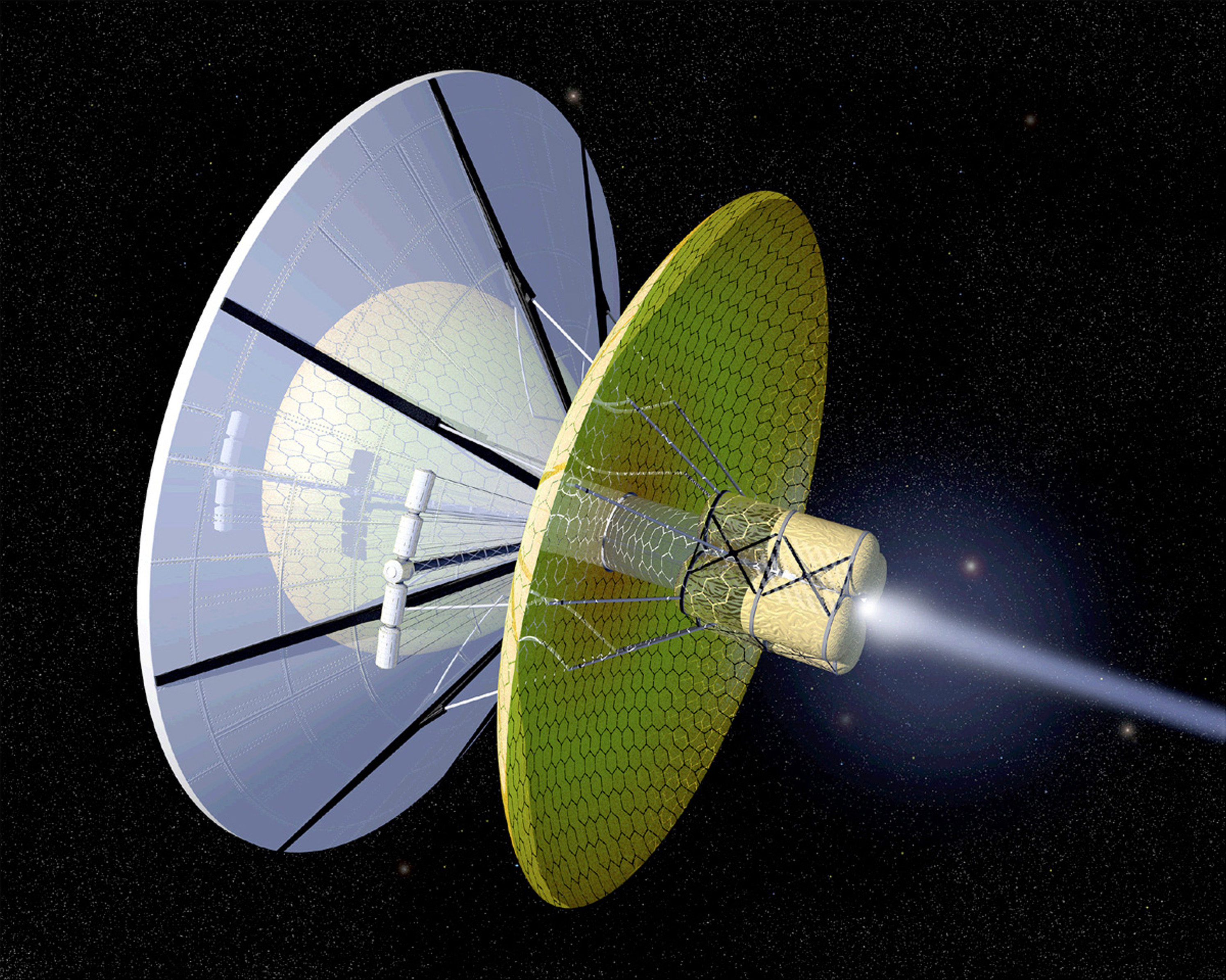
艺术家所构想出的巴萨德推进器，其核心是一个冲压发动机，而周围一英里存在一个无形的电磁场

巴萨德冲压发动机是1960年代物理学家罗伯特·巴萨德（Robert W. Bussard）所构想的一种理论航天器推进設計。这种推进器是一种核聚变冲压发动机，它利用巨大的电磁场（直徑從數公里至數千公里不等）作为漏斗来收集並壓縮星际物质中的氢，飛行器的高速將待反應物質強迫推入磁場中，直到壓縮的程度到達足以發生核聚变。物質轉變之後產生的巨大能量透過磁場導引至發動機的排氣方向（其方向與預計的行進方向顛倒），並透過反作用力的原理推進飛行器加速前進，而達到星際飛行的目的。

#### 太陽帆

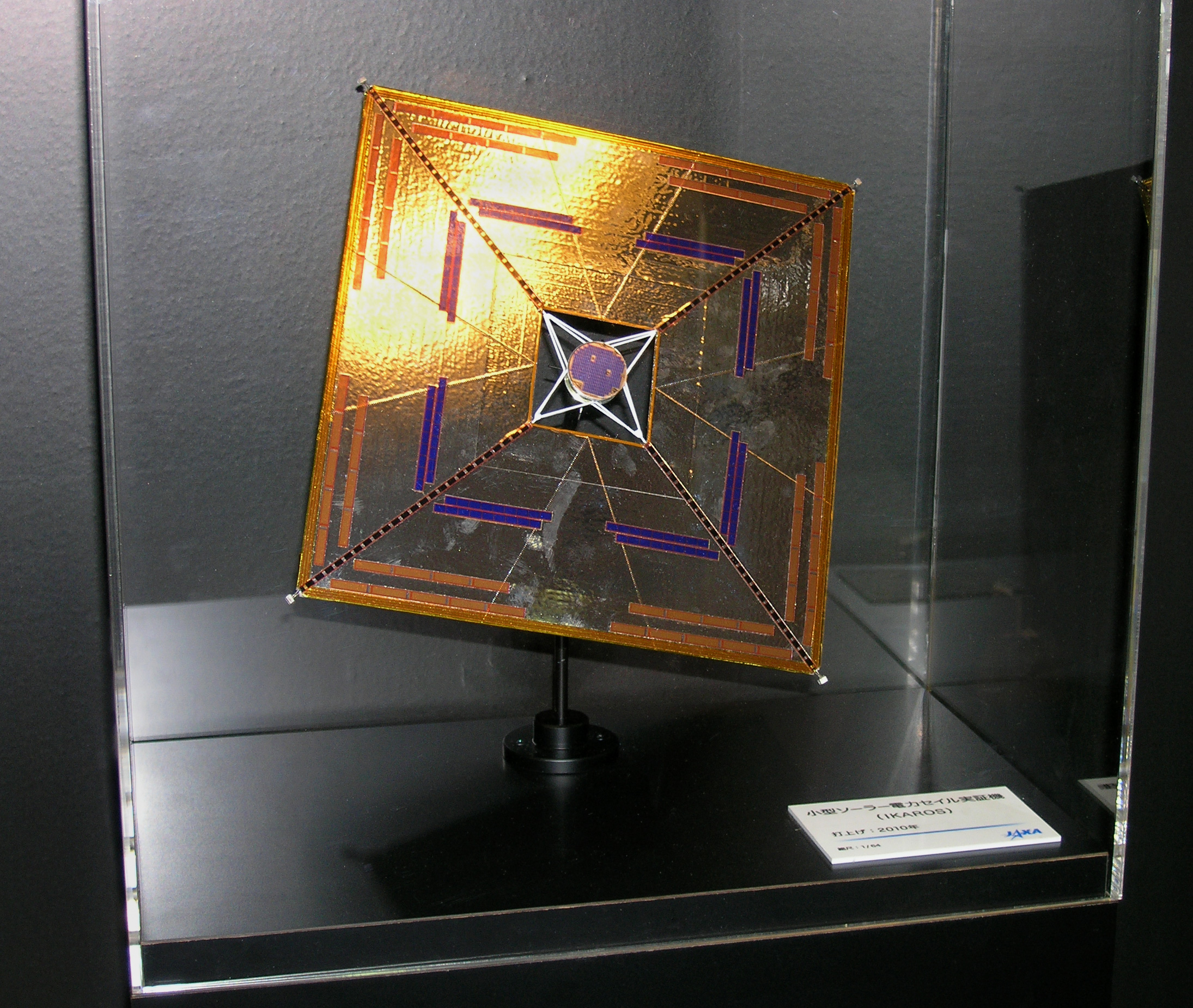
IKAROS 模型，未按实际比例

太陽帆使用巨大的薄膜鏡片，以太陽的輻射壓做為太空船推進力。輻射壓不僅非常小，而且與太陽距離的平方成反比，但不同於火箭的是，太陽帆不需要燃料。推進力雖然很小，但是只要太陽繼續照耀著，太陽帆就能繼續運作。
太陽能集熱器、溫度控制面板和陽光下的樹蔭都可以視為特殊的太陽帆，太陽帆可以幫助在軌道上的太空船調整飛行姿態或是對軌道做少量的修正而無須耗費燃料。
2010年5月21日，由日本宇宙航空研究开发机构开发的试验性太空探测器IKAROS，以日本的H-IIA火箭和破晓号金星气象卫星以及其他四个小卫星一起发射。IKAROS 是世界第一个成功在行星际空间运作的太阳帆。

### 理論性概念

#### 阿庫別瑞引擎
阿庫別瑞引擎或曲速引擎是一項推敲性的時空數學模型，可以仿造出科幻中星际旅行裡的作為跨星際的超光速航行的工具。
阿庫別瑞引擎遵守廣義相對論中愛因斯坦方程式，在這範疇下建立出一項特別的時空度規。物理學家米給爾·阿庫別瑞於1994年提出了波動方式展延空間，導致航行器（簡稱為「船」）前方的空間收縮而後方的空間擴張，前後所連成的軸向即為船想要航行的方向。船在一個區間內乘著波動前進，這區間稱為「曲速泡」，是一段平直時空。既然船在泡泡內並不真的在移動，而是由泡泡帶著船走，廣義相對論中對於物體速度不可超過局域光速的限制就派不上用場。雖然阿庫別瑞提出的度規在數學上是可行的（符合愛因斯坦的場域等式），但其計算結果可能沒有物理學上的意義，也不一定表示真的能夠建造這種裝置。阿庫別瑞引擎的假想機制暗示了負的能量密度，因此需要奇異物質才能使用。所以如果正確性質的奇異物質並不存在，則阿庫別瑞引擎就不能被建造出來。然而，在當初發表的論文上，阿庫別瑞聲稱（接著一段物理學家分析蟲洞旅行的論述之後）兩個平行的板子之間產生的卡西米爾真空可以滿足阿庫別瑞引擎的負能量需求。另一個問題是雖然阿庫別瑞度規沒有違反廣義相對論，但廣義相對論並沒有包含量子力學的機制。一些科學家因此認為，阿庫別瑞引擎理論上允許回到過去的時間旅行，雖然廣義相對論理論上也允許回到過去的時間旅行，但結合了量子力學和廣義相對論的量子重力理論指出這種時間旅行是不可能的（見時序保護猜想），因此他們否定阿庫別瑞引擎的可能性。

#### 蟲洞
蟲洞，或稱爲愛因斯坦-羅森橋，是連接著時空兩個區域的通道。如果將太空船沿著旋轉黑洞的旋轉軸心發射進入，原理上是可以熬過中心的重力場，並進入鏡射宇宙。

## 設計與研究工作

### 突破攝星
突破攝星是由突破計劃提出的太空探索項目，旨在研發名為「星片」（StarChip）的光帆飛行器，以期能以五分之一光速（每秒六萬千米）、經過約20年的航行時間抵達半人馬座α星，並在到達後再經過約4年的時間向地球傳回信息。
物理學家史蒂芬·霍金與投資人尤里·米爾納於二零一六年四月十二日在紐約共同宣佈了該項目正式啟動。項目的初期投資為一億美元。米爾納預計整個項目最終耗資可達五十億至一百億美元。

### 代达罗斯计划

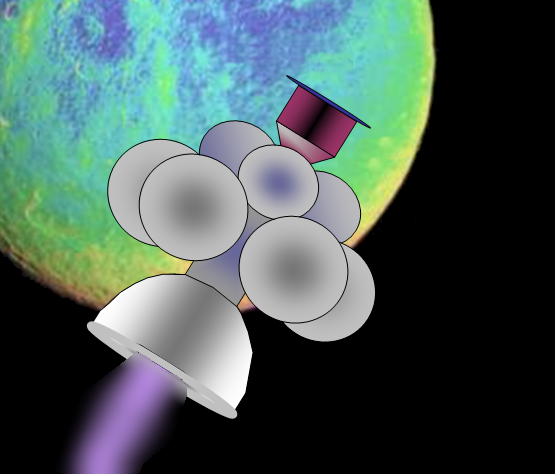
構想中的代達羅斯計劃的核动力宇宙飞船

代达罗斯计划是英国星际协会在1973至1978年之间倡导的研究计划，考虑使用无人太空船对另一个恒星系统进行快速的探测。当时希望研究出核动力引擎作为宇宙飞船的动力，并以此前往六光年之遥的巴纳德星。

### 伊卡洛斯工程
伊卡洛斯工程由英国星际协会和伊卡洛斯星际组织联合推出，最终目标是建造一艘具备恒星際航行能力的无人飞船，前往距离太阳系最近的恒星系统进行勘察，理论上星际航行将耗时100年。

### 百年星舰
美国国防高等研究计划署（DARPA）与美国国家航空航天局（NASA）合作的一项星际旅行计划。该计划于2012年1月启动，目标是未来一百年内使人类能够进行恒星际旅行。

### 海柏利安計劃
伊卡洛斯星际组织的其中一個計劃。

## 文学
歐陸最早关于星际旅行的文学，可以追溯到公元兩世纪，居住在希腊的亚述人作家琉善的奇幻短篇《信史》，內容是講述游历月球 。直到十七世纪以后，隨着天文學日漸成熟，催生眾多星際旅行相关文學作品。十六世紀德国天文學家开普勒的文學作品《月亮之梦》和同時期的英国科幻小说家戈德温的《月亮上的人》，就是其中的一些著名例子。
1640年，英国自然哲学家约翰·威尔金斯开始系统性的关注空间旅行。他在《关于一个新世界和另一颗行星的讨论》（A Discourse Concerning a New World and Another Planet）中記載了當時他所預測的三種登月方法。他其後在1648年出版的《数学魔法》中，补充了第四种登月方法。
直至十九世纪，科幻文学出现更多关于星际旅行的内容，甚至是想象性的时间旅行，例如有英国小说家威尔斯在1895年出版的科幻小说《时间机器》。

## 外部連結
- Links gathered by Mark Tomion, including Practical Design of a Spacewarp, by Mohammad Mansouryar
- NASA Breakthrough Propulsion Physics Program
- Centauri Dreams （页面存档备份，存于）